# Микуцкий, Борис Антонович
Бори́с Анто́нович Мику́цкий (1914—1974) — старший сержант Рабоче-крестьянской Красной Армии, участник Великой Отечественной войны, Герой Советского Союза (1944).

## Биография
Родился в 1914 году в Омске. В 1917 году вместе с семьёй переехал в Красноярский край, где окончил шесть классов школы. В 1936—1938 и в феврале-марте 1940 года проходил службу в Рабоче-крестьянской Красной Армии. Участвовал в боях советско-финской войны. Демобилизовавшись, работал в Красноярском аэропорту. В декабре 1941 году Микуцкий в третий раз был призван в армию. С августа 1942 года — на фронтах Великой Отечественной войны.
К сентябрю 1943 года гвардии старший сержант Борис Микуцкий командовал отделением разведки миномётной батареи 310-го гвардейского стрелкового полка 110-й гвардейской стрелковой дивизии 37-й армии Степного фронта. Отличился во время битвы за Днепр. 29 сентября 1943 года переправился через Днепр в районе села Куцеволовка Онуфриевского района Кировоградской области Украинской ССР и принял активное участие в боях за захват и удержание плацдарма на его западном берегу, успешно корректируя огонь своей батареи. Попав в окружение, вызвал огонь на себя, что позволило отбросить противника.
Указом Президиума Верховного Совета СССР «О присвоении звания Героя Советского Союза генералам, офицерскому, сержантскому и рядовому составу Красной Армии» от 22 февраля 1944 года за «образцовое выполнение боевых заданий командования при форсировании реки Днепр, развитие боевых успехов на правом берегу реки и проявленные при этом отвагу и геройство» был удостоен высокого звания Героя Советского Союза с вручением ордена Ленина и медали «Золотая Звезда» за номером 2491.
После окончания войны был демобилизован. Проживал в Кызыле, Туруханске, Норильске, Дудинке, руководил местными аэропортами, позднее переехал в Красноярск, работал начальником службы перевозок городского аэропорта. Умер 6 мая 1974 года, похоронен на Троицком кладбище Красноярска.
Был также награждён орденами Красной Звезды и Трудового Красного Знамени, рядом медалей.
Память
В его честь названа улица в Красноярске, а также МБОУ СШ №134 в советском районе.